# Bill Hardman
Bill Hardman (* 6. April 1933 in Cleveland, Ohio als William Franklin Hardman Jr.; † 5. Dezember 1990 in Paris) war ein US-amerikanischer Jazz-Trompeter und Flügelhornist des Hardbop.

## Biographie
Bill Hardman spielte schon in seiner Zeit auf der Highschool mit Tadd Dameron, nach seinem Schulabschluss arbeitete er von 1953 bis 1955 in der Band von Tiny Bradshaw. 1955 entstanden erste Aufnahmen mit Jackie McLean. Später arbeitete er auch mit Charles Mingus sowie mit Art Blakey und seinen Jazz Messengers (1956–58); als Mitglied der Messengers wirkte er an der legendären Atlantic Session 1957 mit Thelonious Monk mit. Außerdem arbeitete er mit Horace Silver und mit Benny Golson in Baltimore 1959, danach bei Lou Donaldson. Mit Junior Cook leitete er eine eigene Formation, später die Band „Brass Company“. In den 1970er Jahren tourte er mit Junior Cook durch Europa und arbeitete erneut mit Blakeys Messengers. 1982 wirkte er an der letzten Plattensession von Sonny Stitt mit; 1987 war er an Plattenaufnahmen von Steve Turré beteiligt. Sein letztes Album unter eigenem Namen, „What’s Up“, entstand 1989 mit Robin Eubanks, Junior Cook und Mickey Tucker.

## Diskographische Hinweise
als Leader
- 1956: Jackie’s Pal (OJC) mit Jackie McLean, mal Waldron, Paul Chambers, Philly Joe Jones
- 1961: Saying Something (Savoy Records)
- 1978: Home (Muse Records)
- 1989: Focus (Muse)
- 1981: Politely (Muse)
- 1989: What’s Up (Steeplechase) mit Robin Eubanks, Junior Cook, Mickey Tucker

als Sideman
- Jackie McLean: Jackie’s Pal (OJC)
- 1957: Charles Mingus: A Modern Jazz Symposium of Music and Poetry (Bethlehem)
- 1957: Mal Waldron: Mal 2 (OJC) mit John Coltrane
- 1969: Eddie Jefferson: Come Along with Me (OJC)
- 1974: Clifford Jordan: Drink Plenty Water (ed. 2023)
- 1987:  Steve Turré: Viewpoints and Vibrations (Stash)